# Hrabstwo Leelanau
Hrabstwo Leelanau (ang. Leelanau County) – hrabstwo w stanie Michigan w Stanach Zjednoczonych. Obszar całkowity hrabstwa obejmuje powierzchnię 2532,38 mil² (6558,86 km²). Według danych z 2010 r. hrabstwo miało 21 708 mieszkańców. Hrabstwo powstało w 1840 roku.

## Miasta
- Traverse City

## Wioski
- Empire
- Northport
- Suttons Bay

## CDP
- Cedar
- Greilickville
- Lake Leelanau
- Leland
- Maple City
- Omena